# Dolan Peak
Der Dolan Peak ist ein 2070 m hoher und felsiger Berg im westantarktischen Marie-Byrd-Land. Im nordwestlichen Teil der Quartz Hills ragt er 3 km westnordwestlich des Hendrickson Peak auf.
Der United States Geological Survey kartierte den Berg anhand eigener Vermessungen und mittels Luftaufnahmen der United States Navy aus den Jahren zwischen 1960 und 1964. Das Advisory Committee on Antarctic Names benannte ihn 1967 nach Theodore G. Dolan, Glaziologe auf der Byrd-Station von 1959 bis 1960.